# Європейська організація жінок в математиці (EWM)
Європейська організація математикинь (EWM) — міжнародне товариство жінок, яке працює в математичній царині. 
Заснована у грудні 1986 року, після Міжнародного Конгресу з питань Математики у Берклі, організованим Асоціацією математикинь. Налічує безліч членкинь, та координується в 33-ох європейських країнах. Ціллю організації є заохочення жінок до вивчення математики. Дане товариство має свій сайт [Архівовано 24 травня 2020 у Wayback Machine.] , а також групи у соціальних мережах.
Європейська організація математикинь (EWM) є незалежним товариством, але тісно співпрацює з сестринською організацією «Асоціація жінок з математики» (AWM), яка заснована в США. Окрім цього, EWM підтримує контакти з різними організаціями національного рівня, як ось Комітет жінок з математики Лодноської Математичної Спільноти (LMS) та математикині Франції (фр. femmes et mathématiques). На офіційному сайті можна знайти різноманітні посилання на математичні спільноти жінок.
Голова товариства — Карола-Бібіане Шенліб (станом на 2020 рік).